# Халилович, Сенахид
Сенахид Халилович (22 марта 1958, Кладань, Югославия — 24 апреля 2023, Сараево, Босния и Герцеговина) — боснийский лингвист. Халилович учился в Белградском университете, где получил докторскую степень в диалектологии, исследуя восточно-боснийский диалект. Он опубликовал более ста профессиональных и научных работ в области диалектологии, он говорит на русском, немецком и английском языках.

## Биография
Халилович наиболее известен вкладом в стандартизацию боснийского языка. Его наиболее известные произведения: «Орфография боснийского языка» (босн. Pravopis bosanskog jezika), «Боснийский язык» (босн. Bosanski jezik) и «Грамматика боснийского языка» (босн. Gramatika bosanskoga jezika). Его правописание характеризуется равноудалённостью от хорватской и сербской орфографии, а также наличием морфологических установок и выражений, которые характерны сугубо для боснийского языка (формализации фонемы «х» в некоторых словах боснийского языка, например, босн. mehko, lahko, kahva, mahrama). В издании «Орфографии боснийского языка» 2018 года Халилович принял выражения без фонемы «h» из-за их распространенности в языковой практике, за что подвергся критике со стороны боснийских прескриптивистов, но ряд лингвистов высказался в его поддержку.
Халилович является одним из основателей и нынешним президентом Славянского комитета Боснии и Герцеговины. В сентябре 2008 года Славянский комитет был официально включён в Международный Славянский комитет, всемирное сообщество славян. Халилович подписал Декларацию об общем языке для хорватов, сербов, боснийцев и черногорцев.
Действительный член Академии наук и искусств Боснии и Герцеговины (2019).
Скончался 24 апреля 2023 года на 66-м году жизни.